# Phanerophlebiopsis tsiangiana
Phanerophlebiopsis tsiangiana là một loài dương xỉ thuộc họ Dryopteridaceae. Đây là loài đặc hữu của Trung Quốc. Môi trường sống tự nhiên của chúng là rừng ẩm vùng đất thấp nhiệt đới hoặc cận nhiệt đới. Chúng hiện đang bị đe dọa vì mất môi trường sống.